# Аномальна зона
«Аномальна зона» — роман українського письменника Андрія Кокотюхи; виданий у 2009 році видавництвом Нора-друк. Книга серії «Морок».
Книга була учасником всеукраїнського рейтинґу «Книжка року 2010» і була названа одним з Лідерів літа у підномінації «Жанрова література» (детектив / пригоди / фантастика / любовний роман / історичний роман / молодіжна проза). 

## Сюжет
Анотація до книги:

| Українське Полісся. Покинуті села Житомирщини. Кажуть, в одному з них із людьми відбуваються дива. Спочатку люди зникають, а потім - повертаються, але вже нічого не пам´ятають. Чудова байка для «жовтої преси». Але молода жінка Тамара Томіліна справді зникає в аномальній зоні. І справді повертається без пам´яті. Отже, це не казка... Історія ще більше заплутується, коли стає відомо: жінка, яка втратила пам´ять, незрозумілим чином причетна до вбивства крупного житомирського бізнесмена. А коли в покинутому поліському селі зникає ще одна людина, капітан Сергій Бражник приймає рішення йти в небезпечне місце сам... Які жахливі таємниці приховує безлюдне поліське село? Про це розкаже свою нову історію Андрій Кокотюха. Традиції класичного «чорного» роману тут поєднані з традиціями української готичної прози. Книга читається на одному диханні, а несподівана розв´язка принесе справжнє задоволення. |